# Havelock (North Carolina)
Havelock is een plaats (city) in de Amerikaanse staat North Carolina, en valt bestuurlijk gezien onder Craven County.

## Demografie
Bij de volkstelling in 2000 werd het aantal inwoners vastgesteld op 22.442.
In 2006 is het aantal inwoners door het United States Census Bureau geschat op 21.906, een daling van 536 (-2.4%).

## Geografie
Volgens het United States Census Bureau beslaat de plaats een oppervlakte van
45,5 km², waarvan 43,3 km² land en 2,2 km² water. Havelock ligt op ongeveer 7 m boven zeeniveau.

## Plaatsen in de nabije omgeving
De onderstaande figuur toont nabijgelegen plaatsen in een straal van 24 km rond Havelock.

## Geboren
- Ashlyn Gere, (1959), actrice en pornoactrice
- Dennis Mitchell (1966), sprinter